# Eiji Aonuma
Eiji Aonuma (青沼 英二, Aonuma Eiji), né le 16 mars 1963, est un créateur de jeu vidéo japonais travaillant pour la société Nintendo. Il est surtout connu pour être l'un des principaux créateurs de la série de jeux d'action-aventure The Legend of Zelda depuis l'opus The Legend of Zelda: Ocarina of Time.

## Carrière

### Jeunesse et études
Aonuma fait ses études à l'université nationale des beaux-arts et de la musique de Tokyo puis obtient son diplôme en 1988.

### Débuts chez Nintendo
Peu après il est embauché dans la société Nintendo, qui développe des jeux vidéo pour console. Il est intégré à l'unité Nintendo Research and Development 2 de Masayuki Uemura qui se concentre sur le développement matériel comme les consoles ou les accessoires. Néanmoins la section crée quelques rares jeux vidéo. Aonuma prend part au développement du premier jeu vidéo de l'unité, NES Open Tournament Golf qui sort en 1991. En 1996 il tient la place de directeur sur le deuxième jeu de l'équipe, un jeu de rôle intitulé Marvelous: Mouhitotsu no Takarajim, très influencé par The Legend of Zelda: A Link to the Past.

### Ascension
Peu après le manager général du studio Nintendo EAD Shigeru Miyamoto l'appelle pour travailler en tant que codirecteur sur The Legend of Zelda: Ocarina of Time, le nouvel opus de la série The Legend of Zelda, le premier en 3D et sur la nouvelle console de Nintendo, la Nintendo 64. Initialement prévu peu après la sortie de la console, le projet prend du retard et le producteur Shigeru Miyamoto augmente la taille de l'équipe et fait appel à quatre directeurs pour mener le projet à terme : Toru Osawa, Yoichi Yamada, Yoshiaki Koizumi et Aonuma. Il est chargé de la création des donjons. À la sortie du jeu, la critique est unanime et le jeu reste aujourd'hui le produit le mieux noté de l'histoire des jeux vidéo.
Miyamoto demande alors à l'équipe de créer un nouveau jeu avec les graphismes de cet épisode. Le premier projet consiste en une réédition du jeu avec de nouveaux donjons qui s'intitule Ura Zelda (plus tard édité en partie dans Master Quest). Mais ayant dirigé la création de ceux du jeu original, Aonuma n'est pas très emballé par le projet et souhaite faire un tout nouveau jeu. Au terme d'un désaccord, Miyamoto propose à Aonuma et à Koizumi de faire un nouveau jeu mais à condition de respecter un délai d'un an de production (contre trois pour Ocarina of Time). Le nouvel épisode s'intitule The Legend of Zelda: Majora's Mask et sort en avril 2000 au Japon.
Par la suite il continue de travailler sur la série The Legend of Zelda. Il est directeur du nouvel épisode sur GameCube, The Legend of Zelda: The Wind Waker (2002), un jeu se déroulant dans un vaste océan et qui s'appuie sur une nouvelle identité visuelle avec l'utilisation de cel-shading dans l'ensemble des graphismes. Après The Wind Waker, Aonuma pense à travailler sur d'autres jeux que la série The Legend of Zelda mais Miyamoto le convainc de continuer son travail sur la série. En 2004, il supervise The Legend of Zelda: The Minish Cap dont le développement est confié à Capcom et sa filiale Flagship sous la direction de Hidemaro Fujibayashi.
Les deux années suivantes il dirige la création du nouvel épisode de la série sur console de salon, The Legend of Zelda: Twilight Princess, qui constitue un des titres de lancement de Nintendo pour la Wii et un des derniers jeux sur GameCube. Le jeu propose une alternance de phase dans le monde la lumière et des ténèbres avec un loup et une narration plus développée que les précédents épisodes.
Nommé producteur au sein de Nintendo EAD, il prend la tête de l'unité EAD Software Group 3 spécialisée dans la création des jeux de la série The Legend of Zelda. Il travaille en tant que producteur sur deux suite spirituelles à l'épisode The Wind Waker pour la console portable Nintendo DS : The Legend of Zelda: Phantom Hourglass en 2007 puis The Legend of Zelda: Spirit Tracks en 2009. La direction de la création des titres est confiée à Daiki Iwamoto.
Il a aussi travaillé en tant que producteur sur The Legend of Zelda: Skyward Sword.
Eiji Aonuma a accordé une interview au magazine EDGE dans laquelle il a dévoilé sa volonté de travailler sur d'autres projets que son œuvre principale avant de prendre sa retraite.
"J'ai 50 ans maintenant, il ne me reste plus qu'une dizaine d'années pour faire des jeux chez Nintendo désormais. J'ai envie d'essayer toute sorte de choses nouvelles avant qu'il ne soit trop tard. Je ne veux pas finir ma carrière en ayant uniquement travaillé sur Zelda. Mais à chaque fois que je viens avec de nouvelles idées, on s'en sert pour faire un jeu Zelda. Il me faut une pause de 6 mois pour quitter le cycle de Zelda et me concentrer sur quelque chose de nouveau. Mais finalement, ce jeu sera probablement similaire à Zelda ; après tout A Link to the Past était ma plus grande influence."
Qui-plus-est, dans cette même interview, Aonuma a établi une analogie entre son propre fils et Link, qu'il considère également comme son deuxième rejeton.
"Au début, j'étais plus intéressé par les personnages ennemis que par Link lui-même. Mais à l'époque où je faisais Twilight Princess, j'écoutais le Theme Musical sur un iPod en marchant avec mon fils, main dans la main, et soudainement, j'ai éclaté en sanglot. Je me suis mis à penser à toutes les horribles épreuves que Link avait à surmonter au cours de ses périples dans le nouveau jeu. J'ai réalisé que Link est véritablement mon autre enfant."

## Travaux
| Année | Titre du jeu                                         | Rôle               |
| ----- | ---------------------------------------------------- | ------------------ |
| 1991  | NES Open Tournament Golf                             | Designer de sprite |
| 1996  | Marvelous: Mōhitotsu no Takarajima (en)              | Réalisateur        |
| 1996  | BS Super Mario USA Power                             | Graphiste          |
| 1998  | The Legend of Zelda: Ocarina of Time                 | Coréalisateur      |
| 2000  | The Legend of Zelda: Majora's Mask                   | Coréalisateur      |
| 2002  | The Legend of Zelda: The Wind Waker                  | Réalisateur        |
| 2004  | The Legend of Zelda: The Minish Cap                  | Superviseur        |
| 2004  | The Legend of Zelda: Four Swords Adventures          | Producteur         |
| 2006  | The Legend of Zelda: Twilight Princess               | Réalisateur        |
| 2007  | Link's Crossbow Training                             | Producteur,        |
| 2007  | The Legend of Zelda: Phantom Hourglass               | Producteur,        |
| 2009  | The Legend of Zelda: Spirit Tracks                   | Producteur,        |
| 2011  | The Legend of Zelda: Ocarina of Time 3D              | Producteur,        |
| 2011  | The Legend of Zelda: Skyward Sword                   | Producteur,        |
| 2011  | The Legend of Zelda: Four Swords Anniversary Edition | Producteur,        |
| 2013  | The Legend of Zelda: The Wind Waker HD               | Producteur,        |
| 2013  | The Legend of Zelda: A Link Between Worlds           | Producteur,        |
| 2014  | Hyrule Warriors                                      | Superviseur        |
| 2015  | The Legend of Zelda: Majora's Mask 3D                | Producteur         |
| 2015  | The Legend of Zelda: Tri Force Heroes                | Producteur         |
| 2016  | Hyrule Warriors Legends                              | Superviseur        |
| 2016  | The Legend of Zelda: Twilight Princess HD            | Producteur         |
| 2017  | The Legend of Zelda: Breath of the Wild              | Producteur         |
| 2018  | Hyrule Warriors: Definitive Edition                  | Superviseur        |
| 2019  | The Legend of Zelda: Link's Awakening                | Producteur         |
| 2020  | Hyrule Warriors : L'Ère du Fléau                     | Superviseur        |
| 2021  | The Legend of Zelda: Skyward Sword HD                | Producteur         |
| 2023  | The Legend of Zelda: Tears of the Kingdom            | Producteur         |
| 2024  | The Legend of Zelda: Echoes of Wisdom                | Producteur         |

## Distinction
- Chevalier de l'ordre des Arts et des Lettres[13]